# Lytico-Bodig
Lytico-Bodig, auch bekannt als Lytigo-Bodig, ist der Name einer Krankheit in der Sprache Chamorro.
Lytico-Bodig ist eine „amyotrophische lateral sklerotische-Parkinson-Demenz“ (ALS-PDC) und wurde durch den Neurowissenschaftler Asao Hirano 1961 benannt. Es ist eine neurodegenerative Erkrankung unbekannter Ätiologie, die auf Guam existiert. Die Krankheit ähnelt der Amyotrophe Lateralsklerose (ALS), der Parkinson-Krankheit und der Alzheimer-Krankheit.
Erstmals wurde 1904 in drei Totenscheinen auf Guam davon berichtet. Alle Totenscheine vermerkten Formen von Lähmungen. Unter den Chamorro häuften sich die Fälle, so dass die Krankheit zwischen 1945 und 1956 die häufigste Todesursache bei Erwachsenen war. Pro Jahr gab es ca. 200 Fälle auf 100.000 Einwohner; damit war die Prävalenz einhundertmal höher als unter der Bevölkerung weltweit. Der Neurologe Oliver Sacks stellte die Krankheit detailliert in seinem Buch The Island of the Colorblind vor. Anschließend schrieben Sacks und Paul Alan Cox, dass der fast nur auf Guam vorkommende Marianen-Flughund, welcher heute durch Überjagung vom Aussterben bedroht ist, sich hauptsächlich durch Sagopalmfarne ernährt und dabei beta-Methylamino-L-alanin (BMAA), ein Nervengift, in seinem Körperfett anlagert. Der Marianen-Flughund trat nach dem Aussterben des häufig von den Chamorro verzehrten Guam-Flughunds an dessen Stelle.
Da die Chamorro die Flughunde aßen, wurde vermutet, dass sie dabei auch das BMAA aufnahmen, welches entweder die Krankheit auslöste oder die Entstehung unterstützte. Durch die ausbleibende Ernährung mit Flughunden sank auch die Inzidenz der Krankheit.

## Geschichte
Lytico-Bodig wurde 1945 durch Zimmermann entdeckt und daraufhin durch die US Navy und den Public Health Service. Die Wissenschaftler stellten ein 50–100 mal häufigeres Auftreten der Amyotrophen Lateralsklerose als im Rest der Welt fest und einen wesentlichen Anstieg von Parkinson mit Demenz. Ab 1940 war es die häufigste Todesursache bei Erwachsenen der Chamorros.

## Symptome
Lytico-Bodig zeigt sich auf zwei Arten:
- Lytico ist eine fortschreitende Lähmung, die ALS ähnelt.
- Bodig ähnelt Parkinson mit gelegentlicher Demenz.

### Lytico
Wie auch bei Bodig zeigen sich von Patient zu Patient unterschiedliche Formen. Patienten zeigen Muskelatrophie, MKG-Lähmungen, die Unfähigkeit zu sprechen oder zu schlucken mit der Folge des Erstickens. Manche Patienten behalten ihre vollen geistigen Fähigkeiten bis zum Tod. Das Zwerchfell und andere respiratorische Muskeln können gelähmt werden und machen eine externe Beatmung notwendig. Speichel muss regelmäßig abgesaugt werden, um ein Verschlucken zu verhindern. Diese Form von Lytico-Bodig ist in allen Fällen tödlich.

### Bodig
Es gibt keine bekannte Standardform von Bodig, und die bekannt gewordenen Fälle zeigten sich in vielen verschiedenen Variationen.

“The doctor visited a patient who had just suddenly come down with a virulent form. His symptoms had begun 18 months before, starting with a strange immobility and a loss of initiative and spontaneity; he found he had to make a huge effort to walk, to stand, and to make the least movement — his body was disobedient. The immobility attacked with frightening speed, and within a year, he was unable to stand alone and could not control his posture.”

„Der Doktor besuchte einen Patienten, der plötzlich mit einer aggressiven Form erkrankt war. Seine Symptome traten vor 18 Monaten das erste Mal auf, beginnend mit einer eingeschränkten Mobilität, Verlust der Initiative und Spontanität; er fand heraus, dass es ihm große Anstrengungen kostet zu laufen, zu stehen und auch nur kleine Bewegungen zu machen – sein Körper wollte ihm nicht gehorchen. Die Immobilisierung schritt mit großer Geschwindigkeit voran; innerhalb eines Jahres war er nicht mehr in der Lage, seine Haltung zu kontrollieren.“

Fortschreitende Demenz gehört ebenso zu der Charakteristik von Bodig. Bei Patienten, bei denen Demenz auftritt, gehören Aphasie, Ruhelosigkeit, irrationales Verhalten wie Gewalt und Gefühlswallungen ebenfalls zur Krankheit. Es treten manische Episoden mit Höhen und Tiefen auf. Patienten mit einer aggressiven Erkrankung zeigen oft auch hängende Münder und starken Speichelfluss mit gelähmter Zunge, die Sprechen und Schlucken unmöglich macht. Arme und Beine werden in ihrer Beweglichkeit eingeschränkt und zeigen Spastiken. Mit weiterem Fortschreiten der Krankheit zeigen sich auch Katatonie und Tremor. Außer in Fällen mit Demenz sind die meisten Patienten in der Lage, klar zu denken.

## Möglicher Mechanismus
Der Entstehungsmechanismus ist komplex und größtenteils unverstanden. In Autopsien wurden neurofibrilläre Bündel im Gehirn gefunden, die mit denen von Alzheimer übereinstimmen.

### Genetische Hypothese
Ein genetischer Ursprung wurde zuerst aufgrund der Situation in Guam vermutet. Die Chamorro, die außerhalb von Guam aufwuchsen, entwickelten keine Krankheit und einige Nicht-Chamorro, die nach Guam zogen, entwickelten die Krankheit. Die Hypothese einer genetischen Ursache wurde deshalb verworfen.

### Palmfarn-Hypothese
Die Stärke aus den Samen von Cycas micronesica wird in der traditionellen Ernährung der Chamorro verwendet. Die Samen werden zerdrückt, um ein Mehl namens „Fadang“ herzustellen. Dieses Mehl wird mehrfach gereinigt, da die Samen giftig sind. Da in vielen Tierversuchen nicht nachgewiesen werden konnte, dass die Giftigkeit zu Lytico-Bodig führt, wurde die Hypothese 1950 das erste Mal verworfen. 1967 wurde infolge einer Studie zu Lathyrismus in Verbindung mit Oxalyldiaminopropionsäure der Anthropologe Arthur Bell gebeten, Palmfarnsamen zu testen. Er entdeckte eine andere giftige Substanz, „beta-Methylamino-L-alanin“ (BMAA). Später wurde die Hypothese ein zweites Mal verworfen, da die Toxizität durch BMAA nicht hoch genug war. Weitere Analysen zeigten, dass an Proteine gebundenes BMAA wie in Fadang zu einer höheren Inzidenz führt. Die Theorie wurde später durch Paul Cox und Oliver Sacks aufgrund neuer Aspekte zur Ernährung der Chamorro wieder zurückgezogen. Zusätzlich fanden sie heraus, dass BMAA durch symbiotische Cyanobakterien in den Wurzeln der Palmfarne produziert wird. Auch die Flughunde fraßen die Samen der Palmfarne; durch Bioakkumulation im Körperfett reichten wenige gegessene Flughunde aus, um BMAA-Werte zu erreichen, welche die Krankheitssymptome auslösen. Cox beobachte ebenso einen Rückgang der Fälle, die mit der Reduzierung der gegessenen Flughunde einherging.